# Synagoga Zuckera w Krakowie
Synagoga Zuckera w Krakowie (Dom Nauki Chasydów) – synagoga znajdująca się w  Podgórzu w Krakowie, przy ulicy Węgierskiej 5. Synagoga została wpisana do krajowego rejestru zabytków nieruchomych pod numerem A-1015 31 stycznia 1996 roku.
Obiekt został zbudowany w latach 1879–1881. Podczas II wojny światowej hitlerowcy zdewastowali synagogę. Po zakończeniu wojny opuszczony budynek przejęło państwo i przekazało Stowarzyszeniu Zakład Doskonalenia Zawodowego. Pomieszczenia użytkowano jako fabrykę i magazyn.
W 1995 roku budynek synagogi zakupiła Galeria Starmach, gdzie od 1997 po jego gruntownym odnowieniu i adaptacji mieści się jej główna siedziba.